# عبدالله الدوسری (بازیکن فوتبال، زادهٔ ۱۹۹۰)
عبدالله الدوسری (عربی: عبدالله الدوسري؛ زادهٔ ۲۳ ژوئن ۱۹۹۰) یک بازیکن فوتبال اهل عربستان سعودی است.
از باشگاه‌هایی که در آن بازی کرده‌است می‌توان به الفتح عربستان، الشباب عربستان، و الهلال عربستان اشاره کرد.